# Nova Majoria
Nova Majoria (en castellà i oficialment Nueva Mayoría) va ser una coalició política xilena que agrupava un conjunt de partits de centreesquerra i esquerra, creada el 2013.
Va ser creada per a les eleccions presidencials, parlamentàries i de consellers regionals del 2013. Es va inscriure en el Servei Electoral de Xile el 30 d'abril d'aquest any i posteriorment a les eleccions municipals de 2016.
Aquest pacte va obtenir àmplies majories a les dues cambres del congrés, el control de 14 consells regionals (d'un total de 15) i la seva candidata a la presidència Michelle Bachelet va ser escollida amb el 62% dels vots. Després de les eleccions tots els partits es van posar a disposició de la presidenta electa per formar part del nou govern.
Va ser la coalició oficialista entre l'11 de març de 2014 i la mateixa data de 2018, durant la segona administració de Bachelet. Després de l'assumpció de Sebastián Piñera de la presidència de la República, de la coalició opositora Chile Vamos, la coalició progressista es va dissoldre i els seus diferents partits han anat realitzant enteses puntuals.
Tot i la dissolució, els mitjans de comunicació van continuar fent servir el terme Ex Nova Majoria per assenyalar als partits amb representació parlamentària que alguna vegada van pertànyer al pacte i que van seguir actuant en coordinació després de la derrota a les eleccions. El 8 d'octubre de 2018 va ser creada la coalició Convergència Progressista, que agrupa tres partits que van formar part de la Nova Majoria: el Partit Socialista, el Partit per la Democràcia i el Partit Radical.

## Composició

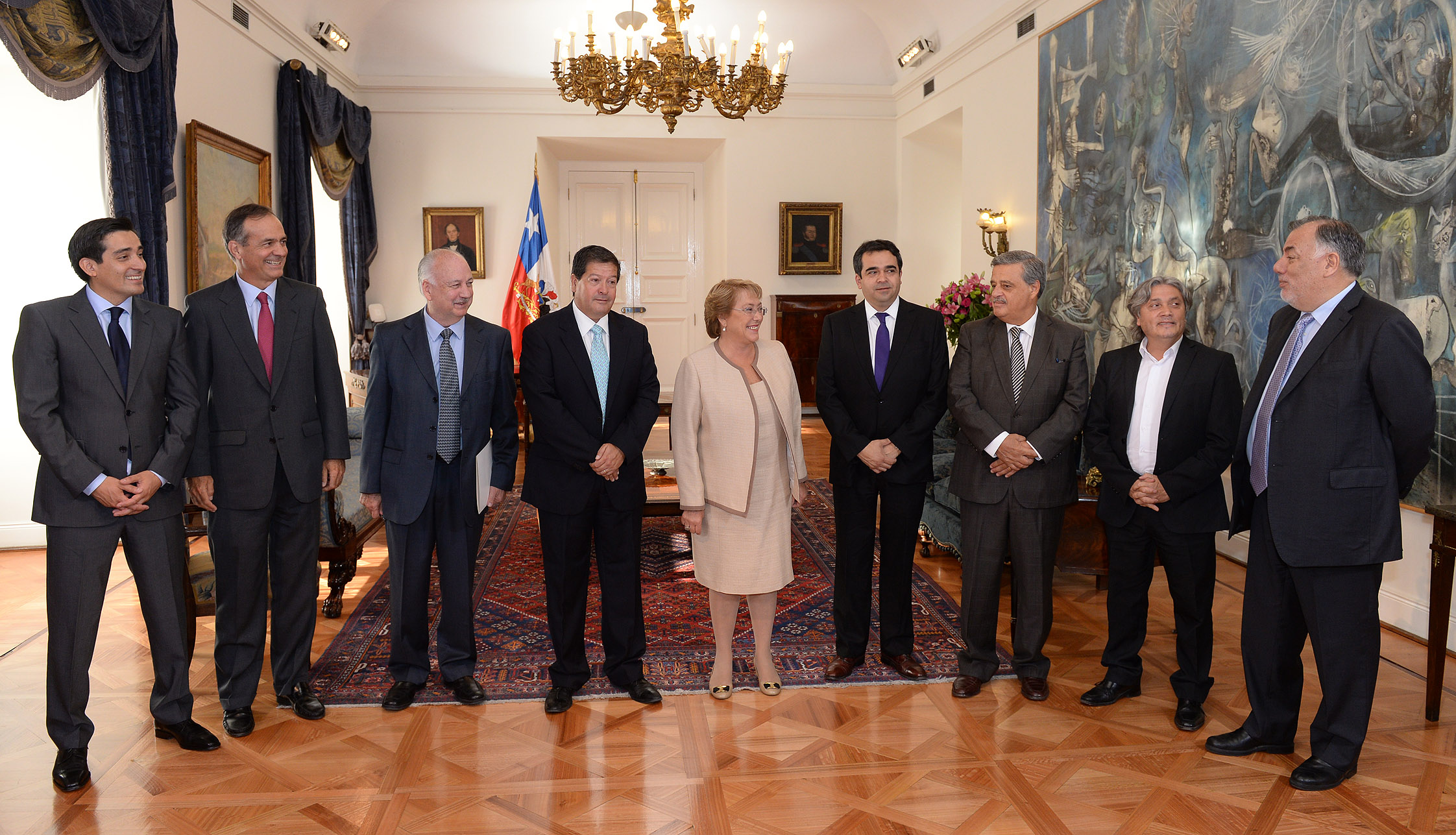
Els presidents dels partits de la coalició reunits amb la presidenta Michelle Bachelet el 2015.

Estava conformada pels quatre partits de la Concertació de Partits per la Democràcia (el Partit Socialista de Xile (PS), el Partit Demòcrata Cristià de Xile (PDC), el Partit per la Democràcia (PPD) i el Partit Radical Socialdemòcrata (PRSD)), a més del Partit Comunista de Xile (PCX), l'Esquerra Ciutadana (IC), el Moviment Ampli Social (MAS) i independents de centreesquerra.

## Presidència de la República
| Nom               | Inici              | Fi                 | Càrrec                     | Votació (1a i 2a volta) | Votació (1a i 2a volta) | Votació (1a i 2a volta) | Votació (1a i 2a volta) |
| ----------------- | ------------------ | ------------------ | -------------------------- | ----------------------- | ----------------------- | ----------------------- | ----------------------- |
| Michelle Bachelet | 11 de març de 2014 | 11 de març de 2018 | Presidenta de la República | 3.075.839               | 46,70                   | 3.470.055               | 62,17%                  |